# Coriarachne
Coriarachne is een geslacht van spinnen uit de  familie van de Thomisidae (krabspinnen).

## Soorten
- Coriarachne brunneipes (Banks, 1893)
- Coriarachne depressa (C. L. Koch, 1837) (Platte krabspin)
- Coriarachne fulvipes (Karsch, 1879)
- Coriarachne melancholica (Simon, 1880)
- Coriarachne nigrostriata (Simon, 1886)